# Czerńczyce (Wrocław)
Pour les articles homonymes, voir Czerńczyce.
Czerńczyce est une localité polonaise de la gmina de Kąty Wrocławskie, située dans le powiat de Wrocław en voïvodie de Basse-Silésie.